# Epicauta melanota
Epicauta melanota es una especie de coleóptero de la familia Meloidae.

## Distribución geográfica
Habita en Colombia.